# Cesta svobody
Cesta svobody (slovensky Cesta Slobody) je pojmenování silničního okruhu okolo Vysokých Tater na Slovensku. Tvoří ji silnice číslo II/537 a I/66 a její délka je téměř 80 kilometrů. Pojmenovaná byla v roce 1919 na počest vzniku první československé republiky.

## Průběh trasy
Začíná v Podbanském a končí v Lysé Poľaně. Prochází okrajem obce Štrbské Pleso, přes Vyšné Hágy, Novou a Tatranskou Polianku, Starý Smokovec, Tatranskou Lomnici, Kežmarské Žľaby, Tatranskou Kotlinu, Ždiar, Podspády a Tatranskou Javorinu. Vede převážně geomorfologickými podcelky Tatranské podhorie, Popradská kotlina a Ždiarska brázda.

## Historie
Tato dopravní osa vznikla na místě Klotildiny či Mariatereziánské stezky v letech 1885–1893. Tehdy původní stezku o šířce dvou metrů rozšířili na dvojnásobek. Rozvoj turismu a automobilové dopravy vedly v letech 1923–1932 k dalšímu rozšíření a zpevnění povrchu pomocí asfaltu v úseku Štrbské Pleso–Tatranské Matliare. V letech 1934–1937 pokračovaly úpravy až po usedlost Tatranská Kotlina, o rok později došlo k rekonstrukci úseku po Ždiar. Postupně došlo k prodloužení přes Tatranskou Javorinu až k hraničnímu přechodu Lysá Poľana.